# Серени, Гитта
Гитта Серени (англ. Gitta Sereny; 13 марта 1921, Вена, Австрия — 14 июня 2012, Кембридж, Великобритания) — британская писательница и журналистка венгерского и немецкого происхождения. За свои заслуги в области журналистики Серени была удостоена звания дамы-командора Ордена Британской империи.  Известна как автор биографий Альберта Шпеера, Мэри Белл и Франца Штангля.

## Биография

### Юность
Гитта Серени родилась в семье венгерского аристократа Фердинанда Серени и немецкой актрисы Маргит Херцфельд. Серени умер, когда его дочери было 2 года. После этого Херцфельд вышла замуж за экономиста и философа Людвига фон Мизеса. По окончании среднего образования Серени поступила в театральный колледж имени Макса Рейнхардта. В 1938 году, когда в Австрии и Германии власти начали преследовать евреев, семья уехала в Париж.
Серени с раннего детства стала интересоваться нацизмом. Она прочла «Мою борьбу» в возрасте 11 лет. Спустя четыре года она присутствовала на речи Гитлера в Вене.
Во время Второй мировой войны Серени служила во французском госпитале, и затем была отправлена медсестрой в Германию для ухода за детьми, пострадавшими в концлагере Дахау. Впоследствии Серени жила в США и позже окончательно переехала в Великобританию.

### Писательская деятельность
Основным направлением работы Серени было написание биографий о таких неоднозначных личностях, как убийцы и нацисты. «Би-би-си» так описала её деятельность: «В основе её работы лежит одержимость объяснением зла и выяснением, что заставляет людей совершать чудовищные поступки». В некрологе, составленном журналистом Daily Mail, Серени была названа «женщиной, которая пыталась очеловечить монстров».
В 1945 году Серени присутствовала на Нюрнбергском процессе, где впервые встретилась с архитектором Гитлера Альбертом Шпеером. Когда Шпеер был освобождён спустя 20 лет, Серени выразила желание составить его биографию. Во время написания она работала с архитектором и его семьёй. В её книге представлена точка зрения, что Шпеер сознавал преступность действий Гитлера, но предпочитал отмалчиваться из уважения к нему. Тем не менее, в своей работе Серени не скрывала, что между ней и Шпеером сложились дружеские отношения.
Другой работой Серени о деятеле эпохи Третьего рейха стала биография Франца Штангля. Писательница беседовала с ним в тюрьме, где он отбывал пожизненное заключение. Штангль скончался спустя 19 часов после их разговора, в котором он признал свою вину в уничтожении евреев.
Также Серени сотрудничала с Мэри Белл, в 11-летнем возрасте убившей двух детей. Писательница опубликовала о ней две книги. За информацию для книг она заплатила Белл, что вызвало критику общественности. Серени вернулась к теме малолетних убийц в последние годы своей жизни; второе издание её дебютной книги о Белл было дополнено информацией об убийстве Джеймса Балджера, совершённом двумя подростками.
Среди других её произведений была коллекция мемуаров о Второй мировой войне The Healing Wound и книга The Invisible Children, в которой Серени подняла проблему детской проституции. Также она занималась журналистикой. В число газет, в которых работала Серени, входят The Daily Telegraph и The Sunday Times.
Мужем Серени был фотограф журнала Vogue Дональд Ханимэн (1919—2011). От него у Серени было двое детей: дочь Мэнди и сын Крис.

## Награды
- 1995: Премия Даффа Купера[англ.] за книгу Albert Speer: His Battle with Truth
- 1995: Мемориальная премия Джеймса Тейта Блэка за книгу Albert Speer: His Battle with Truth
- 2002: Премия Стига Дагермана[англ.]
- 2003: Дама-командор Ордена Британской империи